# Adore
Adore je čtvrté album chicagské kapely The Smashing Pumpkins vydané 2. června 1998. Je to první album na kterém nehraje bubeník Jimmy Chamberlin.
Jako už částečně na Mellon Collie and the Infinite Sadness, i tu hraje velkou roli elektronická hudba. Album je hodně depresivní a neveselé, což bylo pravděpodobně způsobeno mj. i tím, že v době nahrávání zemřela matka Billyho Corgana.
V tomto období se Smashing Pumpkins začali stylizovat a vytvářeli si image duchů (na všech koncertech hráli jen v černém) což se nejvíc projevilo na albu Machina/The Machines of God.
I když se ho celosvětově prodalo jen 3 miliony, což bylo považováno za neúspěch (po Mellon Colie, kterého se prodalo 16 milionů), u kritiků sklidilo úspěch a bylo nominováno jako Nejlepší Alternativní Album na Grammy 1999.

## Seznam písní
Autorem všech skladeb je Billy Corgan.
| Pořadí | Název                             | Délka |
| ------ | --------------------------------- | ----- |
| 1.     | To Sheila                         | 4:40  |
| 2.     | Ava Adore                         | 4:20  |
| 3.     | Perfect                           | 3:23  |
| 4.     | Daphne Descends                   | 4:38  |
| 5.     | Once Upon a Time                  | 4:06  |
| 6.     | Tear                              | 5:52  |
| 7.     | Crestfallen                       | 4:09  |
| 8.     | Appels + Oranjes                  | 3:34  |
| 9.     | Pug                               | 4:46  |
| 10.    | The Tale of Dusty and Pistol Pete | 4:33  |
| 11.    | Annie-Dog                         | 3:36  |
| 12.    | Shame                             | 6:37  |
| 13.    | Behold! The Night Mare            | 5:12  |
| 14.    | For Martha                        | 8:17  |
| 15.    | Blank Page                        | 4:51  |
| 16.    | 17                                | 0:17  |

## Singly
- To Sheila - Call out Hook(remix)
- Ava Adore - Czarina, Once in a While
- Perfect - Summer, Perfect(alt music)
- Crestfallen - Call out Hook

## Složení kapely
- Billy Corgan - produkce, kytara, zpěv, piano, mix
- James Iha - kytara
- D'arcy Wretzky - basovka, zpěv
- Flood - mix
- Joey Waronker - bicí